# La fedeltà premiata

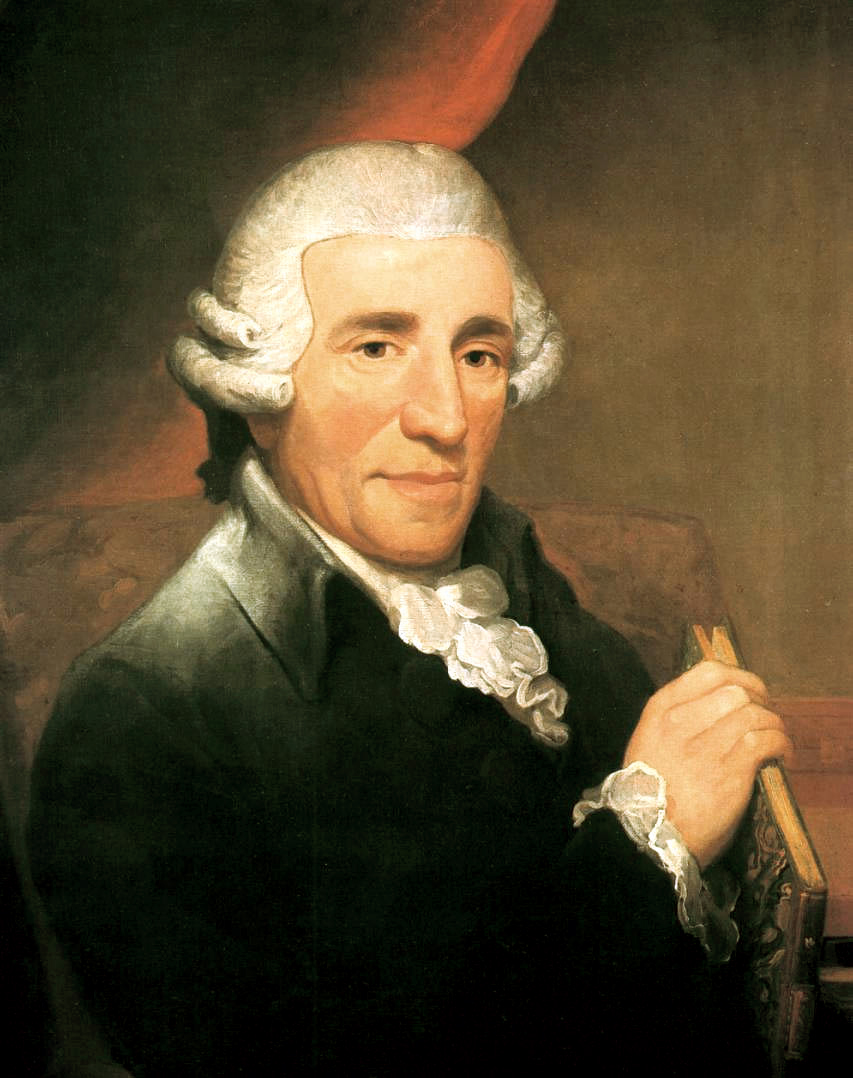
Joseph Haydn

La fedeltà premiata (français : la Fidélité récompensée) Hob. XXVIII.10 est un dramma pastorale giocoso (drame pastoral joyeux) en trois actes de Joseph Haydn sur un livret de Giovanni Battista Lorenzi. Il est créé le 25 février 1781 à Eszterháza,.

## Distribution
- Celia, mezzo-soprano
- Fileno, ténor
- Amaranta, soprano
- Comte Perruchetto, basse
- Nerina, soprano
- Lindoro, ténor
- Melibeo, basse
- Diane, soprano
- Nymphes, troupeaux, chasseurs chasseresses, serviteurs.

## Instrumentation
- une flûte, deux hautbois, un basson, deux trompettes, deux cors, timbales, continuo, cordes.

## Argument
Le peuple de Cumes, peuple de bergers et de nymphes vénère 
Diane, la déesse de la chasse et de la chasteté. Son culte a été profané par une nymphe dont la trahison a attiré sur ce peuple une malédiction. Pour apaiser la colère de la déesse, deux amants fidèles doivent chaque année être sacrifiés, en les livrant au monstre d'un lac jusqu'à ce qu'un amant fidèle se sacrifie volontairement pour mettre fin à cette malédiction.

### Acte 1
Un temple dédié à Diane
Melibeo préside les rites préliminaires d'un jour de sacrifice, assisté de Lindoro et Nerina, dont la relation est en train de toucher à sa fin. Lindoro est en effet lassé de Nerina et espère nouer une relation avec la bergère Celia.
La sœur de Lindoro, Amaranta, récemment arrivée à Cumes se rend dans le temple pour prier. Elle est à la recherche d'un amant mais elle est très étonnée d'entendre évoquer le risque que fait encourir ici un amour sincère.
Melibeo suggère que les Grands Prêtres étant exempts de la malédiction, elle pourrait s'intéresser à lui.
Ce qu'elle accepte sous la condition que Melibeo favorise la relation de son frère avec Celia.
Perrucchetto, un voyageur, séducteur et lâche, arrive à bout de souffle en prétendant avoir été pris en chasse par des voleurs. Son pouls s'accélère lorsqu'il voit Amaranta à qui il déclare aussitôt son amour. Elle est aussi séduite, surtout lorsqu'elle apprend qu'il s'agit d'un comte.
Un jardin
Le jeune berger Fileno se lamente de la mort de sa bien-aimée Fillide (Celia) tuée par un serpent. Nerina lui parle de Lindoro et de son souhait de la quitter et lui demande de bien vouloir intercéder pour lui ; il accepte (sans réaliser qu'il s'agit de lui faire rencontrer sa bien-aimée).
Un autre bois
Celia arrive épuisée en compagnie de son mouton, à la recherche de son amant Fileno et s'endort parmi son troupeau. Nerina arrive avec Fileno, qui avec une grande surprise et une grande joie reconnait Celia - en vie et en bonne santé. Il ignore le châtiment fatal qui attend les amants fidèles, mais Celia, apercevant Melibeo prêt à bondir, repousse Fileno pour lui sauver la vie. Celui-ci en est naturellement furieux et déçu.
Fileno, s'éloignant avec l'intention de se suicider est suivi par Celia, elle-même suivie de Lindoro mais aussi de Perrucchetto, qui est plus attiré par Celia que par  Amaranta, laquelle, offensée par cette attitude se retourne vers Melibeo. Perrucchetto, rejeté par Celia revient pour se réconcilier avec Amaranta, mais tente cette fois de séduire Nerina, rendant Amaranta furieuse.
Une forêt sombre
Melibeo tente d'exercer un chantage sur Celia pour favoriser sa rencontre avec Lindoro, tel qu'Amaranta l'a demandé - elle devra y consentir ou mourir avec Fileno. Celia demande à Nerina d'avertir Fileno que sa vie est en danger. Bien que Nerina accepte de l'aider, étant elle-même tombée amoureuse de Fileno son aide n'est plus du tout désintéressée.
Alors que le premier acte arrive à son climax, Melibeo a ligoté Fileno. Fileno maudit Celia lorsqu'il apprend qu'elle doit épouser Lindoro. A cet instant Nerina entre, poursuivie par des satyres enlevant plusieurs nymphes, parmi lesquelles Celia.

### Acte 2
Un bosquet
Celia est sauvée par des bergers. Melibeo fait le bilan de la situation. S'il pouvait faire s'éprendre Nerina et Fileno, Celia deviendrait libre pour Lindoro et il pourrait alors demander Amaranta. Il pousse Nerina à user de ses charmes envers Fileno et l'autorise à le libérer de ses liens. Fileno est d'abord reconnaissant mais voyant Celia avec Lindoro prétend être ardemment épris de Nerina pour se venger de Celia.
Fileno se résout à se poignarder mais écrit d'abord un message d'amour pour Celia sur le tronc d'un arbre. En faisant cela il brise son poignard, ce qui le décide à se jeter d'une falaise.
Sur le flanc d'une montagne
Alors qu'il s'apprête à sauter, une chasse se réunit en honneur à Diane. Perrucchetto entre poursuivi par un ours, suivi d'Amaranta fuyant un sanglier. Perrucchetto se réfugie sur un arbre ; Amaranta s'évanouit au moment même où Fileno tue le sanglier. Lorsqu'elle revient à elle, Perrucchetto prétend que c'est lui qui l'a sauvée, et le sanglier est emporté au temple.
Une terrible caverne
Celia trouve le message gravé sur l'arbre et recherche la solitude dans une grotte. Melibeo, voyant cela, change à nouveau ses plans : si Nerina peut attirer Perrucchetto dans la grotte avec Celia, ils peuvent passer pour des amants et être livrés au monstre. C'est ce qui se passe et les deux sont vêtus comme des victimes sacrificielles. Le tonnerre annonce la colère de Diane.

### Acte 3
Une salle, puis un paysage avec une vue du lac
Les victimes font leurs adieux à leurs vrais bien-aimés. Au dernier moment Fileno décide de se sacrifier pour sauver Celia. Au moment où il s'offre au monstre, il se transforme en Diane qui accepte la pureté et l'altruisme de son acte et absout Cumes de sa malédiction fatale. Hormis pour Melibeo, abattu par les flèches de Diane, l'opéra a une fin heureuse avec les unions de Celia et Fileno, Amaranta et Perrucchetto, et Nerina et Lindoro.